# Ranitomeya fantastica
Ranitomeya fantastica är en groddjursart som först beskrevs av George Albert Boulenger 1884.  Ranitomeya fantastica ingår i släktet Ranitomeya och familjen pilgiftsgrodor. Inga underarter finns listade i Catalogue of Life.
Arten blir ungefär 20 mm lång. Hos grundformen är huvudet rödaktigt och kroppen har ett mönster av svarta fyrkanter med vit mellanrum. Beroende på population finns olika variationer. Den kan lätt förväxlas med Ranitomeya imitator. Fingrarnas och tåarnas spetsar är trekantiga.
Denna groda är endast känd från regionerna San Martín och Loreto i Peru. Den lever i kulliga regioner och i Anderna mellan 180 och 1200 meter över havet. Arten klättrar på träd och hittas ofta vid epifyter. Honan lägger 2 till 5 ägg som sedan vårdas av hannen. Ranitomeya fantastica är dagaktiv.
Beståndet påverkas av landskapsförändringar. Flera exemplar fångas och säljs som terrariedjur. Utbredningsområdet är uppskattningsvis 16 000 km² stort. IUCN kategoriserar arten globalt som sårbar.